# Žalman (památný strom)
Žalman je památný strom dub letní (Quercus robur), který roste ve středu obce Tašovice (městské části Karlových Varů) v Karlovarském kraji, u domu čp. 109. Solitérní strom má bohatou kulovitou korunu s množstvím dlouhých větví a nápadný, esovitě prohnutý kmen se silnými kořenovými náběhy. Obvod kmene měří 394 cm, koruna sahá do výšky 26.5 m (měření 2006). Dub je chráněn od roku 2005.

## Stromy v okolí
- Dub u Nešporů
- Majvalův dub
- Dub U Vorlů
- Jenišovský dub
- Tuhnické lípy